# El Valle (Toledo)
El Valle, llamado también El Valle de Toledo, es un centro poblado del municipio colombiano de Toledo (Antioquia). Emplazado como su nombre lo indica, en el valle de la cuenca baja del río San Andrés, dista de la cabecera municipal a unos 18 kilómetros y está ubicado en el extremo oriente del municipio; es la sede del mega proyecto Hidroituango, esto ha dinamizado la economía del sector, pero también ha traído graves problemas socioculturales.

## Historia
El Valle es uno de los lugares de Antioquia con una historia más profunda; pues hizo parte de las rutas de la conquista española con unas de  las peores consecuencias de la época; el lugar originariamente era llamado Guarcama, según la costumbre de llamar a los asentamientos indígenas según su cacique.   
Luego el río fue denominado San Andrés, junto con el valle, en honor a la onomástica de Andrés de Valdivia, el primer español en visitar el lugar. Los españoles estuvieron luego de esto durante algo más de una semana en el proceso de conquista, sin embargo debido a luchas y envidias internas  dentro de la tropa , el español Sánchez Torreblanca, mandó a los indígenas Camíes, a la tierra Nutabe para que sembraran desconfianza en los indígenas de Guarcama sobre los españoles. Al final, luego de muchas circunstancias e intrigas que ahondaron profundamente las diferencias entre los españoles  y los nutabes de Guarcama,  los indígenas asesinaron a Valdivia y al resto de los conquistadores, de un modo cruel, decapitándolos, comiéndolos y exhibiendo sus cabezas como escarmiento. Poco después de esto, Gaspar de Rodas, en represalia, manda acabar con los indígenas. 
En el sitio de Guarcama se funda la ciudad de San Andrés del Cauca, sumamente importante, pero que por razones de descuido fue destruida casi en su totalidad por un incendio, quedando como vestigio lo que ahora se conoce como el centro poblado El Valle.
Actualmente la población vive una bonanza económica luego de décadas de conflicto armado y aislamiento, por la hidroeléctrica Ituango, pero probablemente este florecimiento económico llegue a su decadencia con la operación de la central hidroeléctrica, así como ocurrió décadas atrás con el centro poblado Riogrande en Santa Rosa de Osos, cuando fue sede de las mega obras de aprovechamiento múltiple del río Grande. 